# Collina dei passeri
La Collina dei passeri (in russo Воробьёвы горы?), o Vorob'ёvy gory', è uno dei sette colli di Mosca. Dal 1924 al 1991 conosciuta con il nome di "Collina Lenin", rappresenta uno dei punti più alti della capitale russa raggiungendo i 220 metri. È sita nell'area sud-orientale di Mosca, sulla riva destra del fiume Moscova. Classificata come riserva naturale, nelle sue immediate vicinanze sorge il maestoso edificio principale dell'Università statale di Mosca.

## Storia
Il nome della collina deriva da quello del villaggio medievale di Vorob'ёvo. Nel XV secolo Sofia di Lituania, figlia del granduca lituano Vitoldo e moglie del sovrano russo Basilio I, acquistò il borgo. Da allora l'area divenne residenza estiva dei principi. In diverse occasioni la collina fu teatro dei tentativi di invasione di Mosca, in particolare nel 1591 ad opera dei tatari di Crimea guidati da Ğazı II Giray e nel 1612 ad opera dei lituani capeggiati da Jan Karol Chodkiewicz.
Nel 1648 ai piedi della collina dei passeri sorse il monastero di Sant'Andrea, poi soppresso nel 1764. Alla fine del XIX secolo l'area tornò ad essere una residenza estiva. Nel 1924 la zona fu ribattezzata "Collina Lenin", in onore del defunto rivoluzionario Vladimir Lenin. Tale nome rimase in uso fino al 1991. Tuttavia, anche durante il periodo sovietico il vecchio nome di "Collina dei passeri" continuò a essere utilizzato. Esso appare anche nell'opera Il maestro e Margherita di Michail Bulgakov ed è nominato in Guerra e Pace di Lev Tolstoj come "Monti dei Passeri" .
Tra il 1949 ed il 1953 nei pressi della collina fu costruito un complesso architettonico destinato ad ospitare l'Università statale di Mosca. Fu anche allestita una piattaforma d'osservazione capace di offrire la visione di un grandioso panorama di Mosca. Tale piattaforma rappresenta una meta turistica di notevole importanza. Nel 1953 fu installata anche una sciovia. La collina è inoltre luogo di gare di mountain biking e corse motoristiche. Nel 1958 fu costruito il metroponte Lužniki che collega la prospettiva Komsomol'skij alla zona dell'Università.
Nel 1998 la collina divenne ufficialmente riserva naturale statale e quindi area protetta. Ospita oltre cento specie di vertebrati, mentre gli alberi più comuni sono l'Acer platanoides, la Tilia cordata, la Quercus robur, la Betula pendula e il Fraxinus excelsior. Nei pressi dell'area ha sede il grande complesso dell'ambasciata cinese.

## Galleria d'immagini

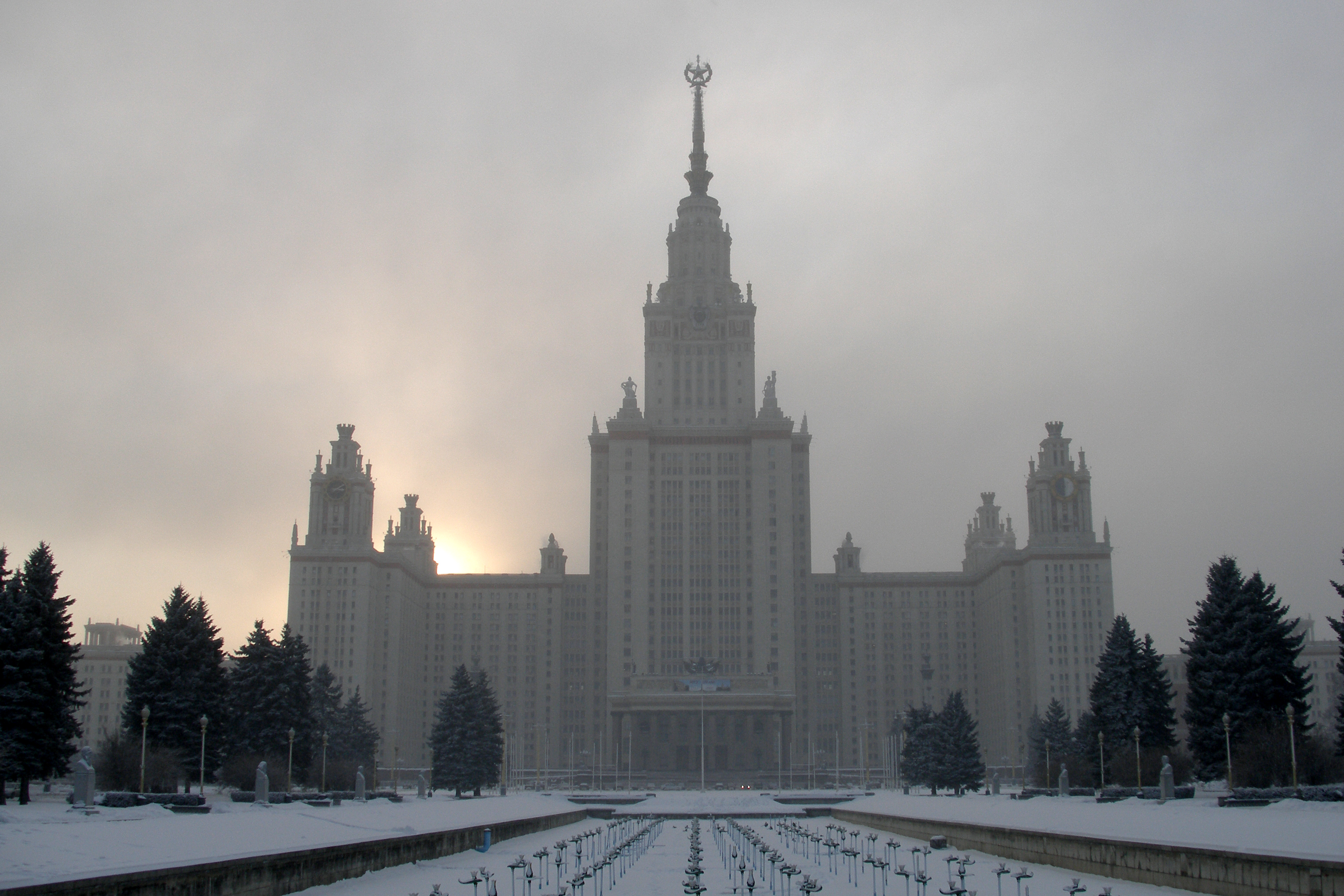
Edificio principale dell'Università statale di Mosca
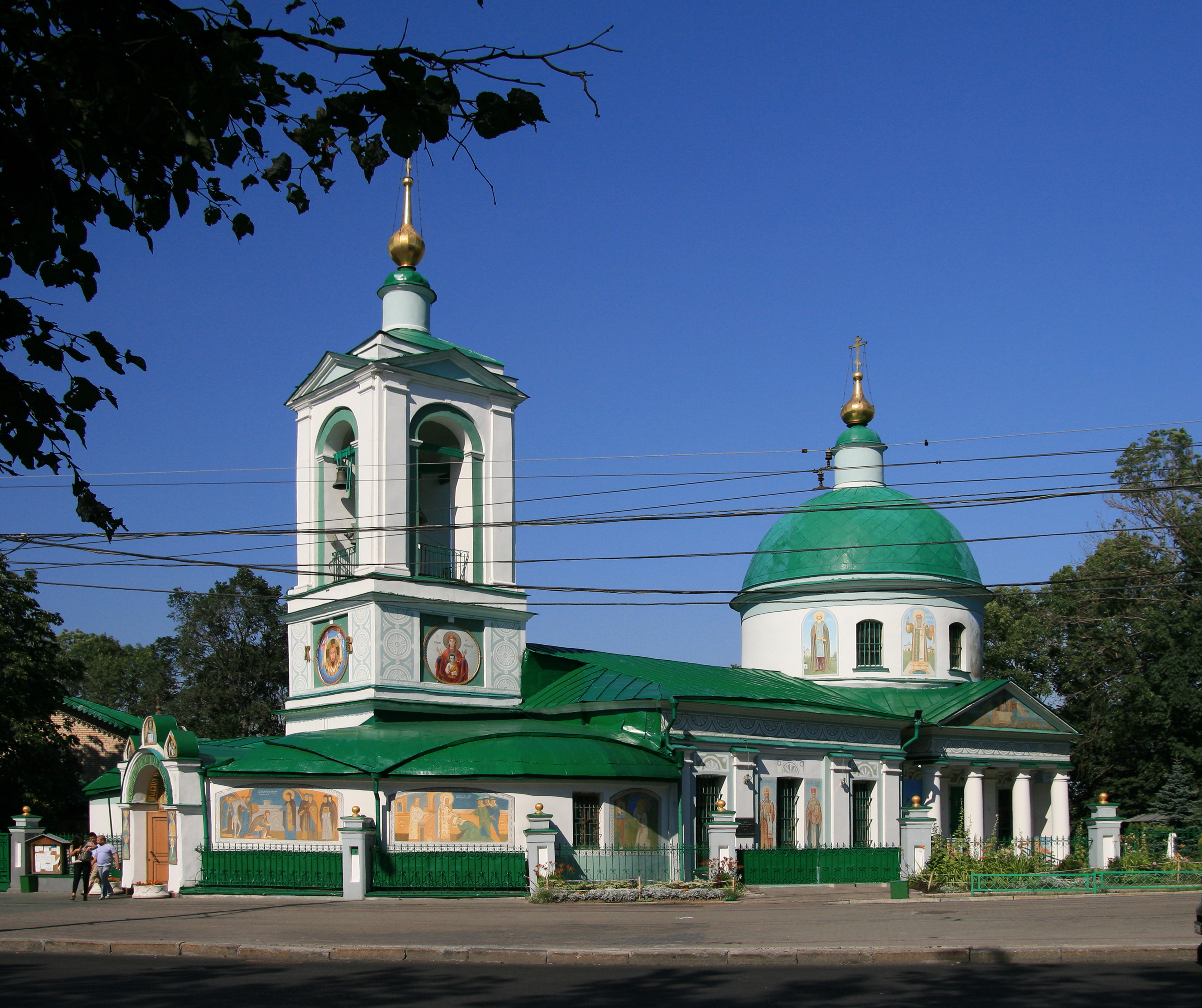
Chiesa della Trinità sulla Collina dei passeri
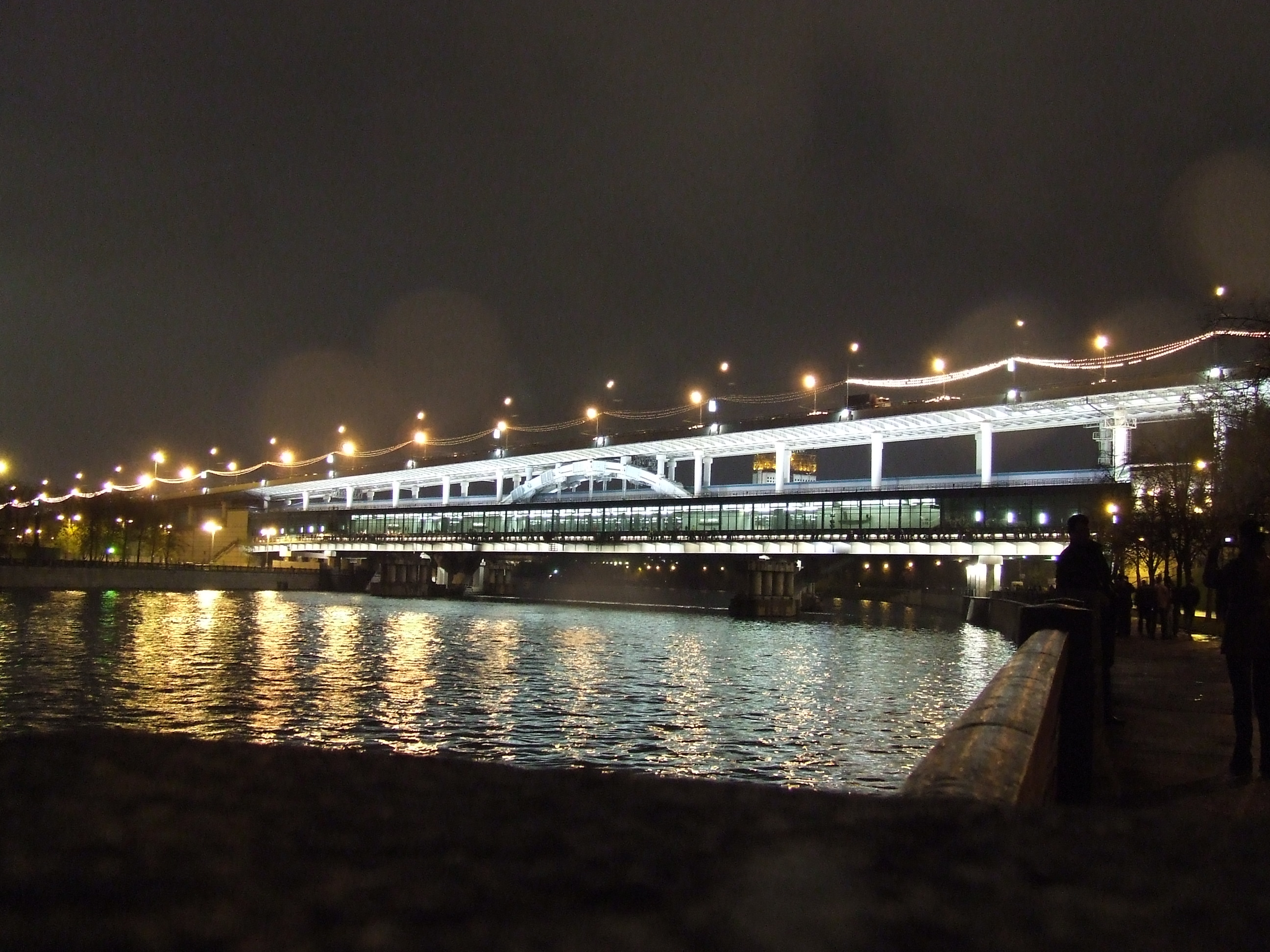
Stazione della metro Vorob'ëvy Gory
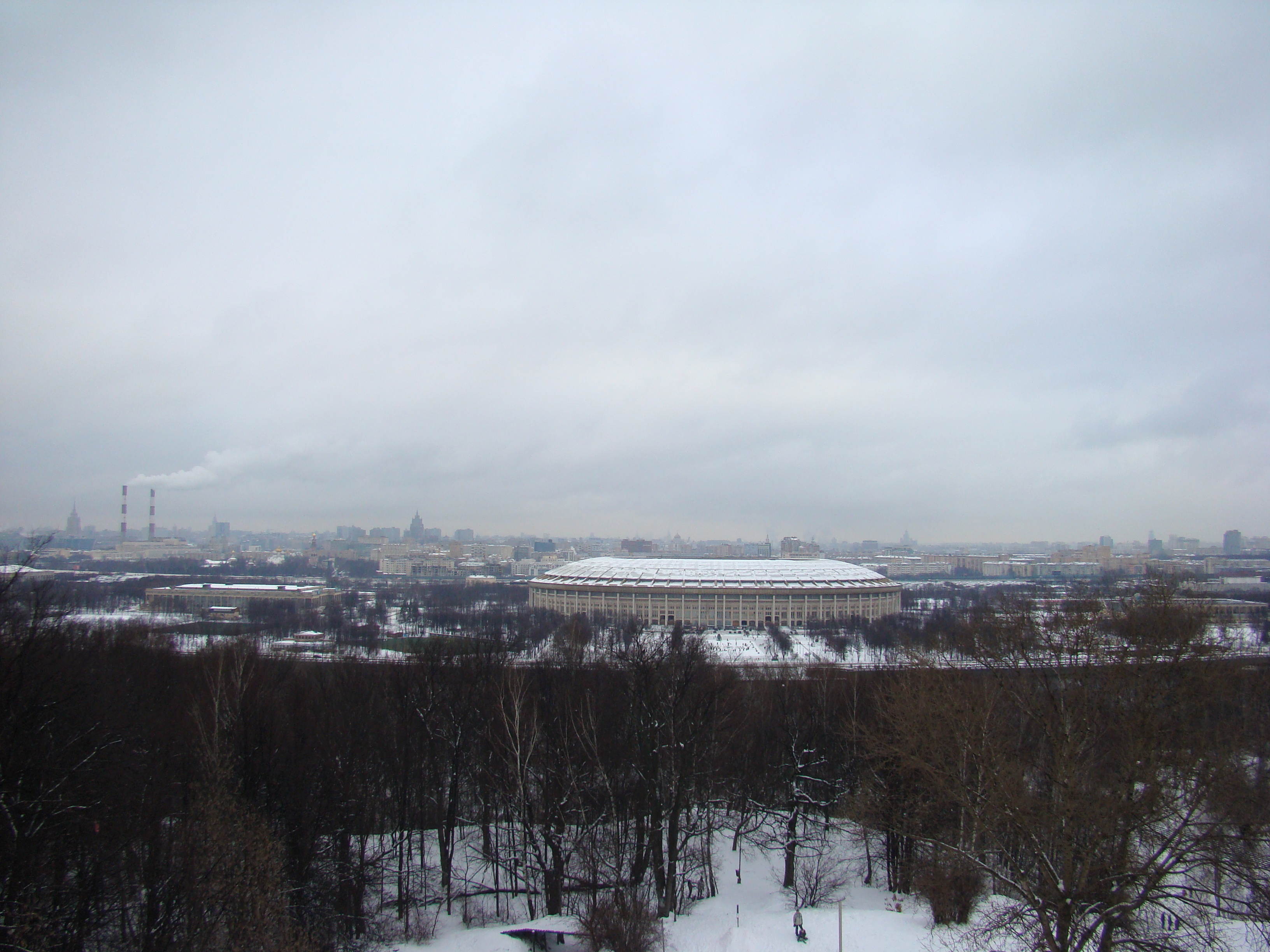
Vista dello stadio Lužniki
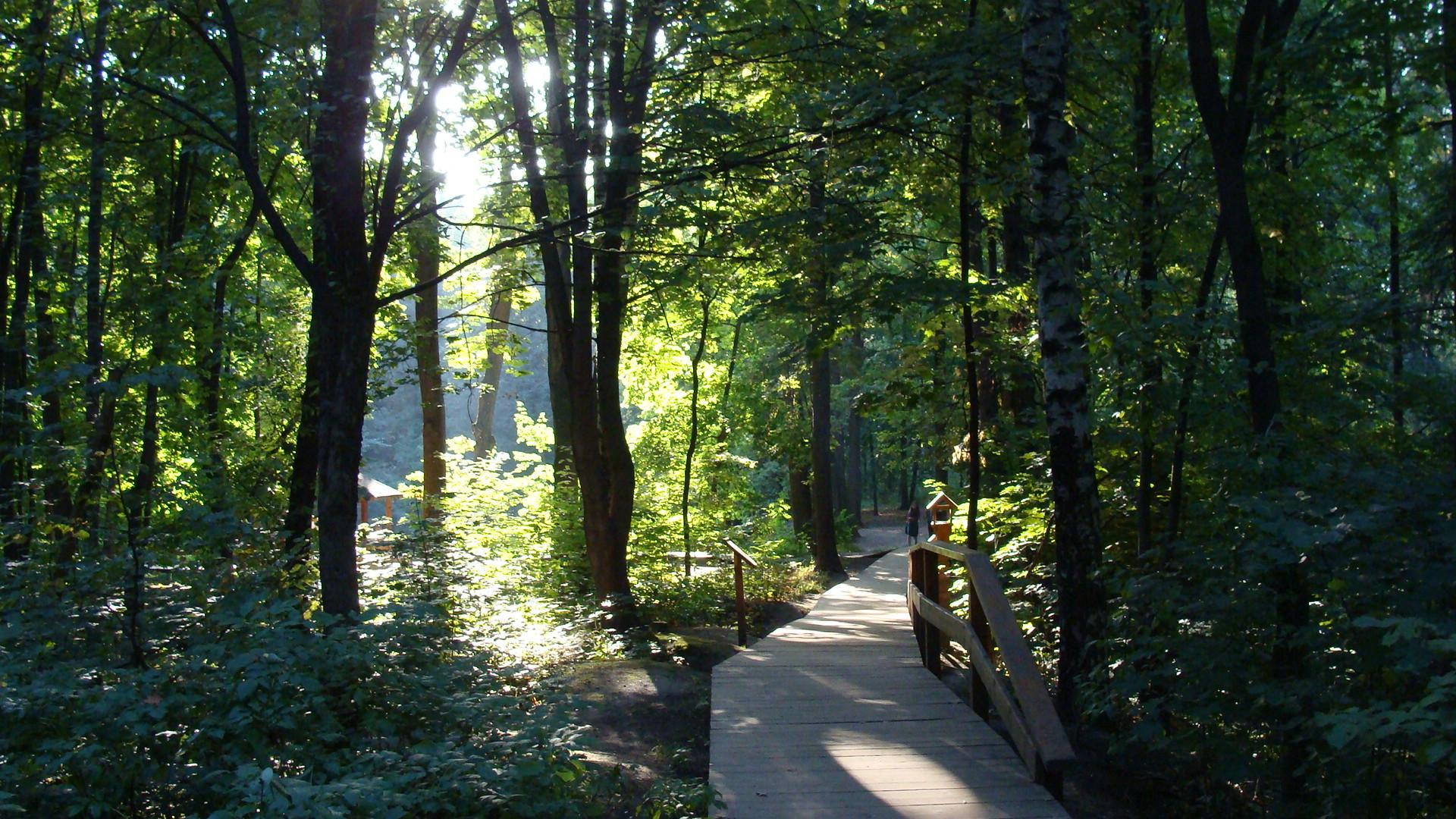
Bosco della Collina dei passeri